# Muldrow
Muldrow és una població dels Estats Units a l'estat d'Oklahoma. Segons el cens del 2000 tenia 3.104 habitants.

## Demografia
Segons el cens del 2000, Muldrow tenia 3.104 habitants, 1.204 habitatges, i 846 famílies. La densitat de població era de 311,3 habitants per km².
Dels 1.204 habitatges en un 32,9% hi vivien nens de menys de 18 anys, en un 51,2% hi vivien parelles casades, en un 15,4% dones solteres, i en un 29,7% no eren unitats familiars. En el 26,2% dels habitatges hi vivien persones soles l'11,7% de les quals corresponia a persones de 65 anys o més que vivien soles. El nombre mitjà de persones vivint en cada habitatge era de 2,54 i el nombre mitjà de persones que vivien en cada família era de 3,08.
Per edats la població es repartia de la següent manera: un 28,1% tenia menys de 18 anys, un 9,1% entre 18 i 24, un 26,5% entre 25 i 44, un 22,7% de 45 a 60 i un 13,7% 65 anys o més.
L'edat mediana era de 35 anys. Per cada 100 dones de 18 o més anys hi havia 83,3 homes.
La renda mediana per habitatge era de 26.216 $ i la renda mediana per família de 32.083 $. Els homes tenien una renda mediana de 26.603 $ mentre que les dones 18.984 $. La renda per capita de la població era d'11.918 $. Entorn del 14,1% de les famílies i el 18,2% de la població estaven per davall del llindar de pobresa.

## Poblacions més properes
El següent diagrama mostra les poblacions més properes.